# Pseudobatos planiceps
Pseudobatos planiceps is een rog uit de familie van vioolroggen (Rhinobatidae). De vis kan een lengte bereiken van 76 cm.

## Leefomgeving
De soort is een zoutwatervis. De vis prefereert een tropisch klimaat en leeft hoofdzakelijk in de Grote Oceaan.

## Relatie tot de mens
Deze rog is voor de visserij van beperkt commercieel belang. In de hengelsport wordt er weinig op de vis gejaagd.